# Mate Blažina
Mate Blažina (Čemparovica kraj Labina, 10. ožujka 1925. - okolica Lokava, Gorski kotar, 15. travnja 1945.), antifašist. 

## Biografija
Rođen je 10. ožujka 1925. godine u Čemparovici kraj Labina.
Nakon kapitulacije Italije 1943. stupio je u partizansku jedinicu. Sudjelovao je u nizu diverzantskih akcija na području Labinštine.
Zbog iskazane hrabrosti u sukobu s njemačkim trupama u kolovozu 1944. godine postao je član Komunističke partije Jugoslavije i odlikovan Ordenom za hrabrost.
Poginuo je u noći 15. travnja 1945. godine između Lokava i Delnica u sukobu s neprijateljskim snagama koje su bile u povlačenju pred Četvrtom armijom JA.
Ukazom predsjednika Socijalističke Federativne Republike Jugoslavije Josipa Broza Tita od 27. studenoga 1953. godine proglašen je narodnim herojem.

## Vanjske poveznice
- Istarska enciklopedija: Blažina, Mate